# Przewiązka
Przewiązka – miejsce przejazdu (zawrócenia) między dwoma jezdniami na drodze ograniczonej barierkami ochronnymi wzdłuż jezdni (najczęściej z pasem zieleni). Na autostradach przewiązka jest zamknięta barierkami ochronnymi, rozmontowywanymi w nagłych przypadkach np.: spowodowanych korkami związanymi z wypadkiem, umożliwiająca zawrócenie kierującym pojazdami.